# La Frette (Saona i Loara)
Frette – miejscowość i gmina we Francji, w regionie Burgundia-Franche-Comté, w departamencie Saona i Loara.
Według danych na rok 1990 gminę zamieszkiwało 238 osób, a gęstość zaludnienia wynosiła 21 osób/km² (wśród 2044 gmin Burgundii Frette plasuje się na 674. miejscu pod względem liczby ludności, natomiast pod względem powierzchni na miejscu 838.).